# James Frederick Munson
James Frederick Munson (ur. 19 czerwca 1881, zm. 1918) – amerykański lekarz neurolog. 
Jego ojciec był kierownikiem Traverse City State Mental Hospital. James F. Munson otrzymał tytuł B.A. w 1902 i M.D. w 1904 na University of Michigan. Po ukończeniu studiów przez dwa lata zajmował się chemią fizjologiczną jako asystent Victora Vaughana. Następnie po zdaniu egzaminu został patologiem w Craig Colony for Epileptics. Zmarł na grypę w 1918 roku. 